# 理查德·钱塞勒

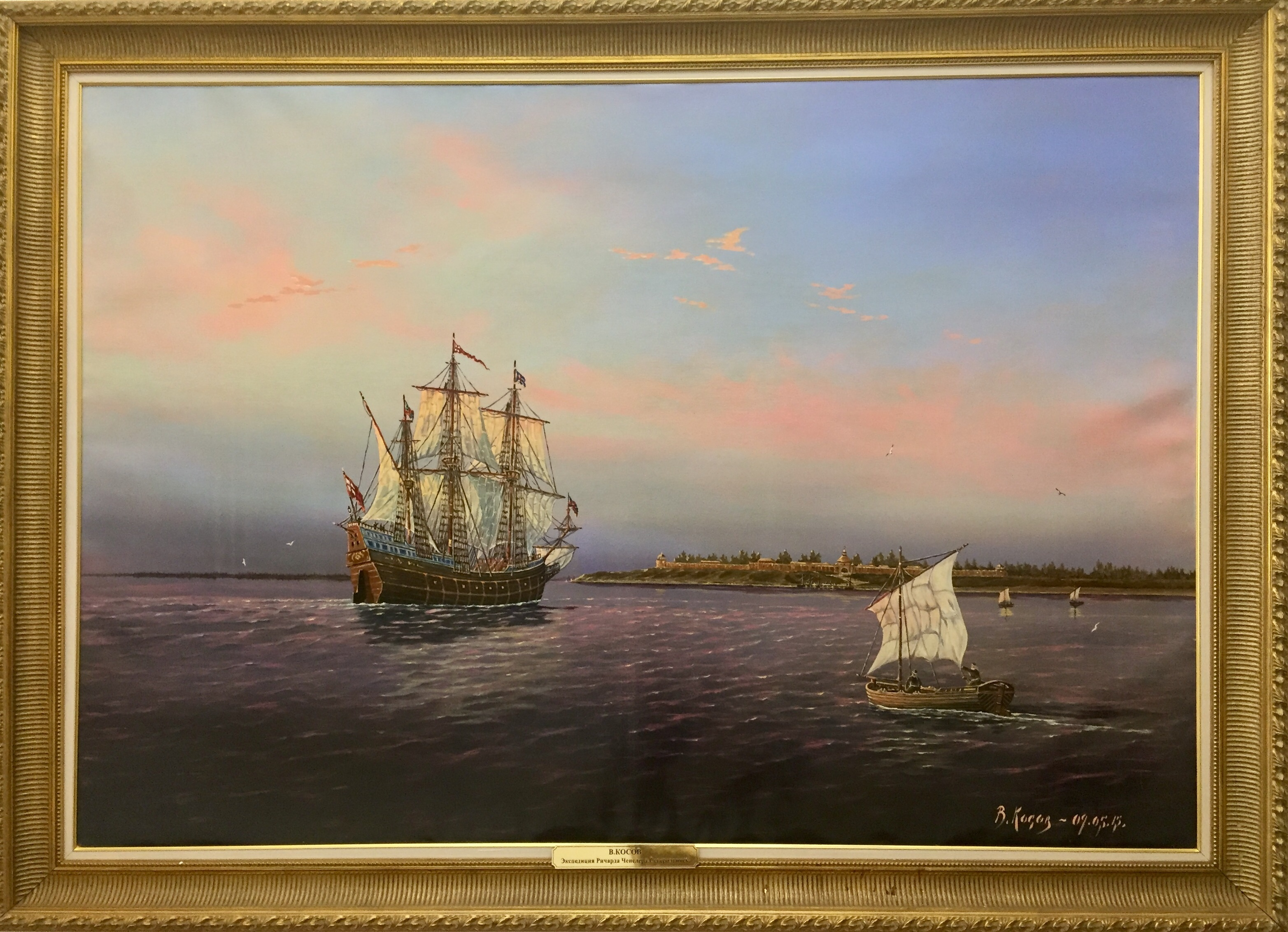
Экспедиция Ричарда Ченслера 1553 г. Ненокса. Ягры. Художник В.Косов, 2015

理查·錢斯勒（英語：Richard Chancellor），（—1556年11月10日）是一位英格蘭航海家、探險家，1553年時抵達白海海岸，建立了英格蘭與俄羅斯之間最早的商務關係。

## 生平
理查·錢斯勒出生於布里斯托，在當時宮廷重臣、愛爾蘭總督亨利·西德尼爵士家中成長。錢斯勒在1550年時已擔任見習領航員，隨羅傑·博德納姆爵士（Roger Bodenham）的小型三桅帆船（bark）「奧歇號」（Aucher）前往東地中海海域；也向資深探險家塞巴斯蒂安·卡伯特與地理學家約翰·迪伊學習航海與地理知識。卡伯特對經由北極前往亞洲的航線大感興趣，他和一群倫敦商人籌組了「前往新世界的商人與探險家公司」（Company of Merchant Adventurers to New Lands），當時掌政的諾森伯蘭公爵則是主要贊助人，他們希望透過東北航道開拓英格蘭的羊毛紡織市場。
幾經權衡之後，休·威洛比爵士取代了年邁的卡伯特，成為三艘探險艦隊的指揮官；由於威洛比欠缺航海經驗，錢斯勒便在卡伯特推薦下出任他的首席領航員，也是探險艦隊的副指揮官。卡伯特也要求他們必須善待沿途所遇見的任何居民，並且每日更新日誌。威洛比艦隊的航程並不順遂，他們受到強勁的逆風所阻，抵達挪威的北角附近後又陷入風暴而失散。威洛比與其中兩艘船迷失了方向，只能不斷向東航行，抵達了新地島；但他們在折返時於科拉半島附近遭遇嚴冬，被困在荒涼的海岸上，最終無一生還，船隻與遺體直到第二年才被俄羅斯漁民發現。錢斯勒所搭乘的「幸運愛德華號」（Edward Bonaventure）在風暴中駛進了挪威北端的瓦爾德港口，錢斯勒在這兒遇見一群蘇格蘭漁民，漁民們指出此處是斯堪地那維亞北方最後一個城鎮，再往東的科拉半島當時仍杳無人煙。錢斯勒在瓦爾德等待威洛比一周，仍未見到失散的兩艘船，便決定率領僅存的幸運愛德華號繼續東進；他們成功找到白海的入口，抵達了北德維納河的出海口，於現在的阿爾漢格爾斯克附近登陸，被當地的居民與教士發現。
沙皇伊凡四世聞訊後隨即將錢斯勒一行人請到莫斯科宮廷，根據錢斯勒的記錄，他指出莫斯科的規模遠大於倫敦，但幾乎所有房舍都是木屋；沙皇的宮殿十分豪華，他為錢斯勒等人準備的宴會亦然。沙皇對於與英格蘭建立貿易關係十分感興趣，特別是當時俄羅斯尚未取得波羅的海出海口，海上貿易的利益皆被瑞典、波蘭立陶宛聯邦、漢薩同盟等強權所控制。錢斯勒認為俄羅斯市場值得開拓，英格蘭的羊毛可以交換俄羅斯的毛皮；沙皇願意賦予英格蘭商人進入俄羅斯白海港口的貿易特權。
錢斯勒於1554年夏季返抵英格蘭，此時愛德華六世國王已駕崩（1553年7月6日），執政的諾森伯蘭公爵擁立亨利八世的姪女珍·葛雷為英格蘭女王，她也是公爵的媳婦，但她的繼承權充滿爭議。數日後，貴族們轉而擁立愛德華六世同父異母的姊姊、信奉羅馬公教的瑪麗一世接掌王位，廢黜並處決了珍·葛雷以及諾森伯蘭公爵等人。儘管被視為諾森伯蘭公爵的親信，錢斯勒並未受到追究，仍然繼續掌管他的職務。1555年，原先的「前往新世界的商人與探險家公司」改組為「莫斯科公司」，派遣錢斯勒重回白海，接回仍停留在俄羅斯的威洛比遺體、兩艘船艦以及他的航海日誌。錢斯勒在此次航行中確認了威洛比失散後的發現，他們抵達了新地島，並望見了可疑的北方陸地；他此次在俄羅斯待了一年，以研究通往中國與印度的商路。
1556年7月，錢斯勒啟程返國，俄羅斯第一任駐英格蘭大使奧西普·涅佩亞與其同行。錢斯勒的回程艦隊包含四艘船：菲利普與瑪麗號（Philip and Mary）、幸運愛德華號（Edward Bonadventure）、堅信號（Bona Confidentia）、好望號（Bona Esperanza），後三艘都是原先威洛比艦隊的船隻，堅信號與好望號隨著威洛比遇難，並被俄羅斯漁民拖回港口。回程艦隊又在挪威海岸遇上風暴，他們試著駛入特隆赫姆峽灣躲避，早已受損的好望號在峽灣外沉沒，堅信號雖然避入灣內，但也沒躲過滅頂之災，錢斯勒本人搭乘的幸運愛德華號在暴風中失散，只有菲利普與瑪麗號逃過一劫，這艘船在1557年4月返抵倫敦。幸運愛德華號被風暴吹到了蘇格蘭海岸，於1556年11月10日在阿伯丁附近靠岸，包含錢斯勒在內的多數船員已經喪命，俄羅斯大使涅佩亞幸運的活了下來，隨後前往倫敦就任。

## 附註
1. ↑  Cormack 1997:England
2. 1 2 3  McDermott 2004
3. ↑  Hakluyt Voyages
4. 1 2 3  Evans 2014
5. ↑  當今科拉半島上的最大城市摩爾曼斯克建立於1916年。
6. ↑  阿爾漢格爾斯克的前身新霍爾姆戈里（Novokholmgory）建立於1584年，此處原先只有一座大天使米迦勒教堂，阿爾漢格爾斯克之名亦由此而來。
7. ↑  Wright 1910.
8. ↑  Laughton 1887.